# Diócesis de Yongping
La diócesis de Yongping, de Yüngping, de Lulong o de Lu Lung (en latín: Dioecesis Iompimensis y en chino: 天主教永平教区) es una circunscripción eclesiástica de la Iglesia católica en China. Se trata de una diócesis latina, sufragánea de la arquidiócesis de Pekín. Desde el 8 de junio de 2008 su obispo es Peter Fang Jianping, aunque para el Anuario Pontificio está vacante desde el 24 de agosto de 1989. En 1980 la Asociación Patriótica Católica China la renombró como diócesis de Tangshan, sin el asentimiento de la Santa Sede. 

## Territorio y organización
La diócesis tiene 30 000 km² y extiende su jurisdicción sobre los fieles católicos de rito latino residentes en la parte oriental de la provincia de Hebei.
La sede de la diócesis se encuentra en la ciudad-prefectura de Tangshan, en donde se halla la Catedral de la Inmaculada Concepción. En el condado de Lulong (antes llamado Yongping) de la ciudad-prefectura de Qinhuangdao se encuentra la excatedral.
En 1950 en la diócesis existían 15 parroquias.

## Historia
El vicariato apostólico de Ce-li Oriental fue erigido el 23 de diciembre de 1899 con el breve Quae catholico nomini del papa León XIII, derivando su territorio del vicariato apostólico de Ce-li Septentrional (hoy arquidiócesis de Pekín).
El 3 de diciembre de 1924 el vicariato apostólico tomó el nombre de vicariato apostólico de Yungpingfu en virtud del decreto Vicarii et Praefecti de la Congregación de Propaganda Fide.
El 11 de abril de 1946 el vicariato apostólico fue elevado a diócesis con la bula Quotidie Nos del papa Pío XII.
El 12 de julio de 1949 la provincia de Hebei fue ocupada por el Partido Comunista de China, que se impuso en la guerra civil y proclamó la República Popular China el 1 de octubre de 1949. Todos los misioneros extranjeros fueron expulsados de China comunista. En 1951 China comunista y la Santa Sede rompieron relaciones diplomáticas, reconociendo la Santa Sede a la República de China en Taiwán como el legítimo gobierno chino.
La Asociación Patriótica Católica China fue creada con el apoyo de la Oficina de Asuntos Religiosos de la República Popular de China en 1957, con el objetivo de controlar las actividades de los católicos en China. Su nombre público es Iglesia católica china y es referida como la "Iglesia oficial" en contraposición a la "Iglesia subterránea" o "Iglesia clandestina" leal a la Santa Sede.
En el período de 1966 a 1976 la Revolución Cultural se ensañó especialmente contra la religión, destruyéndose numerosas iglesias.
En el terremoto de Tangshan de 1976, la diócesis de Yongping sufrió enormes pérdidas.
Con el restablecimiento de los cultos en China, en 1980 la Asociación Patriótica Católica China la renombró como diócesis de Tangshan, sin el asentimiento de la Santa Sede.
Desde 2008 dos obispos estuvieron presentes en la diócesis, ambos pertenecientes a la Asociación Patriótica Católica China: el obispo emérito, Liu Jinghe, fallecido el 11 de diciembre de 2013, y el obispo en ejercicio, Peter Fang Jianping.
El 22 de septiembre de 2018 se firmó en Pekín el Acuerdo provisional entre la Santa Sede y la República Popular de China sobre el nombramiento de los obispos. El 22 de octubre de 2020 el acuerdo fue prorrogado por otros dos años y en octubre de 2022 por otros dos años más.
Debido a la situación particular de la Iglesia católica en China, la Santa Sede no nombra obispos para las diócesis chinas, que son sedes oficialmente vacantes incluso en presencia de obispos reconocidos por Roma.

## Estadísticas
Según el Anuario Pontificio 1951 la diócesis tenía a fines de 1950 un total de 42 sacerdotes, 9 religiosos y 49 religiosas.
| Año                                                                             | Población            | Población | Población      | Sacerdotes | Sacerdotes    | Sacerdotes    | Bautizados por sacerdote | Diáconos permanentes | Religiosos | Religiosos | Parroquias |
| Año                                                                             | Bautizados católicos | Total     | % de católicos | Total      | Clero secular | Clero regular | Bautizados por sacerdote | Diáconos permanentes | Varones    | Mujeres    | Parroquias |
| ------------------------------------------------------------------------------- | -------------------- | --------- | -------------- | ---------- | ------------- | ------------- | ------------------------ | -------------------- | ---------- | ---------- | ---------- |
| 1950                                                                            | ?                    | 4 000     | ?              | 42         | 12            | 30            | ?                        |                      | 9          | 49         | 15         |
| Fuente: Catholic-Hierarchy, que a su vez toma los datos del Anuario Pontificio. |                      |           |                |            |               |               |                          |                      |            |            |            |

## Episcopologio
- Ernest François Geurts, C.M. † (14 de diciembre de 1899-21 de julio de 1940 falleció)
- Eugène Joseph Hubert Lebouille, C.M. †(21 de julio de 1940 por sucesión-6 de marzo de 1948 renunció)
- Jan Herrijgers, C.M. † (4 de junio de 1948-24 de agosto de 1989 falleció)
  - Sede vacante
  - Lan Bo-lu † (20 de abril de 1958 consagrado-28 de julio de 1976 falleció)
  - John Liu Jinghe † (21 de diciembre de 1981 consagrado-8 de junio de 2008 retirado)
  - Peter Fang Jianping, por sucesión el 8 de junio de 2008